# Bitwa pod Czarnym Ostrowem (1920)

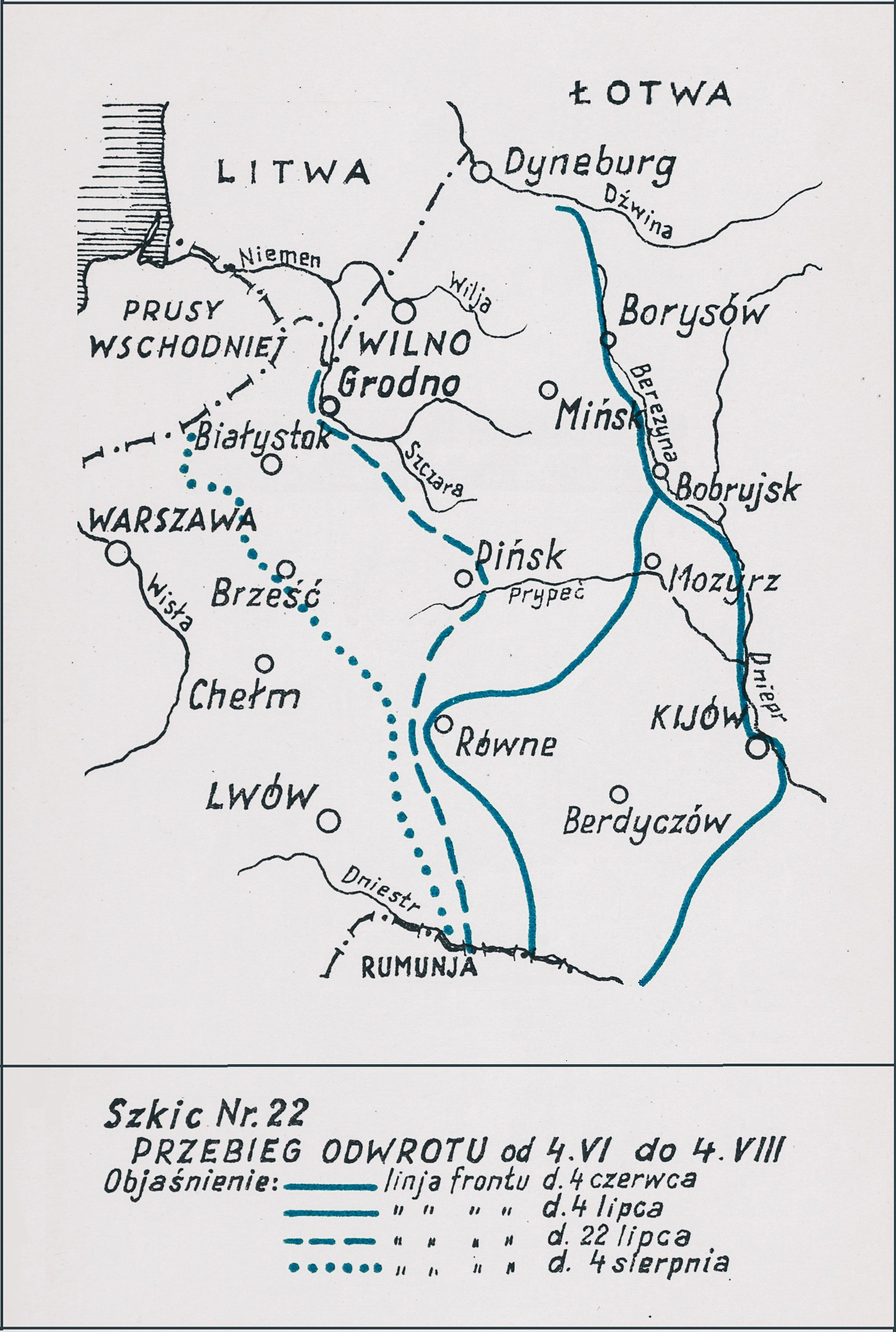
Adam Przybylski,
Wojna polska 1918–1921

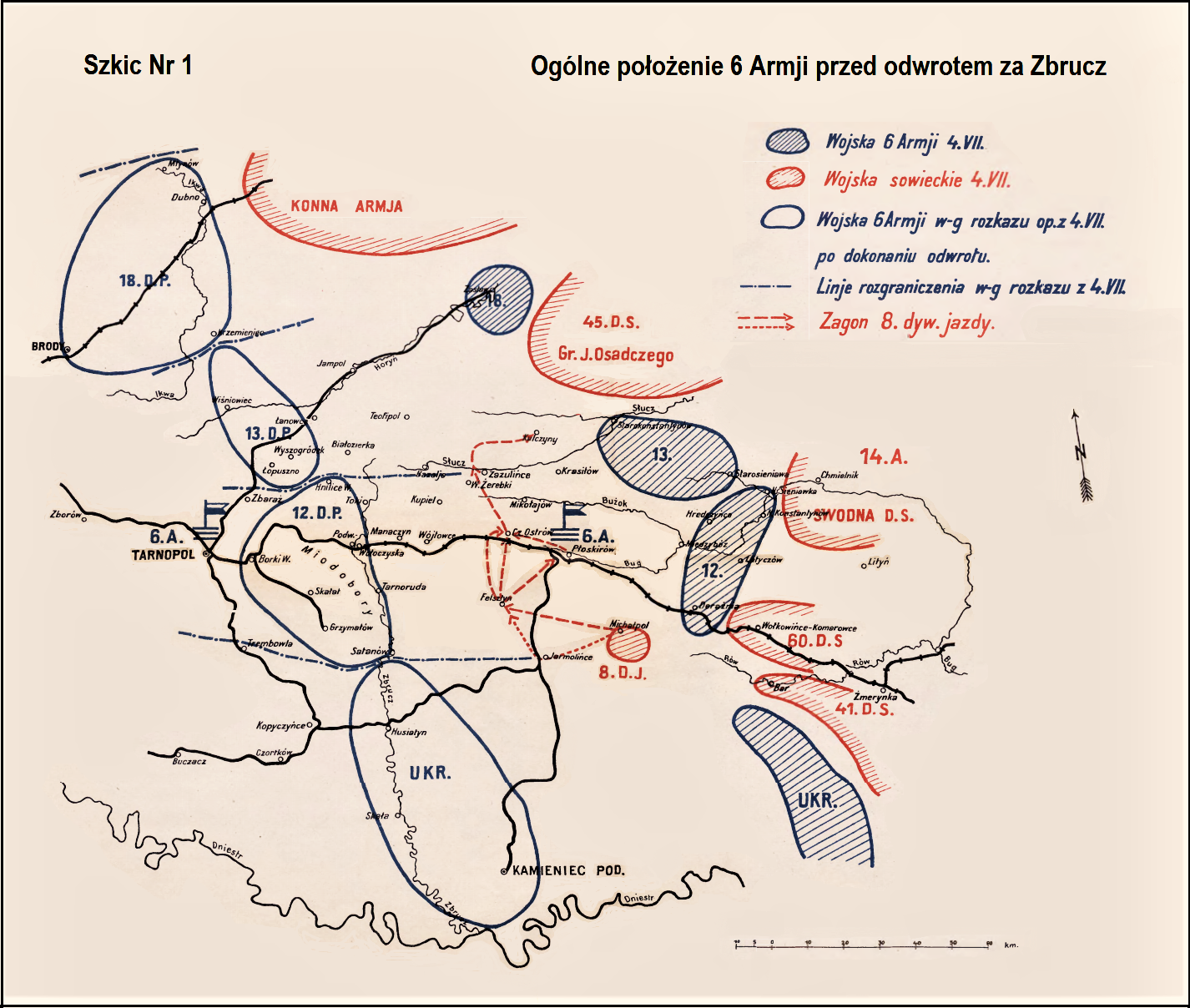
Marian Kukiel,
Bitwa pod Wołoczyskami

Bitwa pod Czarnym Ostrowem – walki polskiego 5 pułku ułanów z oddziałami sowieckiej 8 Dywizji Kawalerii toczone w okresie ofensywy Frontu Południowo-Zachodniego w czasie wojny polsko-bolszewickiej.

## Sytuacja ogólna
26 maja na Ukrainie wojska sowieckiego Frontu Południowo-Zachodniego przeszły do ofensywy, a już 5 czerwca trzy dywizje sowieckiej 1 Armii Konnej Siemiona Budionnego przełamały trwale polski front pod Samhorodkiem na odcinku obrony grupy gen. Jana Sawickiego. 10 czerwca odwrót spod Kijowa w kierunku na Korosteń rozpoczęła polska 3 Armia. W ostatnich dniach czerwca poszczególne związki operacyjne Frontu Ukraińskiego, dowodzonego już przez gen. Edwarda Rydza-Śmigłego, ugrupowane były w następujący sposób: Armia Ukraińska gen. Michajła Omelianowicza-Pawlenki skupiona była nad Dniestrem, w kierunku granicy z Rumunią, 6 Armia gen. Wacława Iwaszkiewicza-Rudoszańskiego zajmowała odcinek frontu Dniestr–Chmielnik–Lubar, nowo sformowana 2 Armia gen. Kazimierza Raszewskiego znajdowała się na linii rzek Słucz i Horyń, a 3 Armia gen. Edwarda Rydza-Śmigłego rozlokowana była nad Uborcią.
4 lipca oddziały sowieckiej 14 Armii przełamały polską obronę pod Barem i wyszły na tyły 6 Armii.

## Walki pod Czarnym Ostrowem
Na przełomie czerwca i lipca szwadron zapasowy 5 pułku ułanów osłaniał linię kolejową Derażnia – Żmerynka. 5 lipca pododdziały 5 pułku ułanów ładowały się na transport kolejowy i odjeżdżały do Garwolina
Ponieważ zabrakło parowozów, ostatni eszelon, liczący około 70 ludzi i 80 koni, pozostał na stacji. W tym dniu, tuż przed północą, silny oddział 8 Dywizji Kawalerii Czerwonych Kozaków, prowadzący zagon na tyły polskiej 6 Armii, zaatakował biwakujący na stacji polski pododdział, dowodzony przez ppor. Jerzego Woyzbuna. Wykorzystując ogień kilkunastu karabinów maszynowych i artylerii, Kozacy przystąpili  w szyku spieszonym do natarcia. Młodzi polscy ułani nie dali się zaskoczyć i atak został odparty. Nie udało się uratować koni stłoczonych w wagonach, na które to Sowieci położyli zmasowany ogień. Kolejne uderzenie Sowieci przeprowadzili już rano następnego dnia. Po raz kolejny artyleria ostrzelała stację, a na polski pododdział wykonywano szarże. I te ataki zostały odparte z bliskiej odległości.
Podporucznik Woyzbun uznał jednak, że transport jest nie do uratowania i około 9.30 zarządził odwrót wzdłuż toru kolejowego. Wycofywano się w permanentnej walce, osłaniając się ogniem dwóch ciężkich karabinów maszynowych.
Po południu szwadron osiągnął bronioną przez inne oddziały polskie stację Wojtowce, skąd nazajutrz odjechał do Garwolina.
6 lipca inny oddział sowieckiej 8 Dywizji Kawalerii, działając wzdłuż linii kolejowej Płoskirów – Wołoczyska, uderzył kilka kilometrów od Czarnego Ostrowa na pociąg sztabowy armii URL. Załoga pociągu odparła atak Kozaków, ale obie strony poniosły znaczne straty. Zginął między innymi kwatermistrz generalny, płk Jewhen Myszkowski.

## Bilans walk
Walka pod Czarnym Ostrowem o kilka godzin opóźniła marsz części 8 Dywizji Kawalerii na tyły 6 Armii. Straty polskie to 14 poległych i dwudziestu rannych.